# Bülbüls
Die Bülbüls oder Haarvögel (Pycnonotidae) sind eine Familie der Sperlingsvögel (Passeriformes). Sie kommen vor allem in den tropischen Regionen Asiens und Afrikas vor und ernähren sich vorwiegend von Früchten. Der Name Bülbül kommt über das Türkische aus dem Persischen (بُلبُل, DMG bolbol) und bedeutet Nachtigall.

## Merkmale
Bülbüls sind mittelgroße Singvögel, die Körpergrößen ähnlich den mitteleuropäischen Sperlingen bis Amseln von 14 bis 28 Zentimetern erreichen können. Der Hals ist sehr kurz, ebenso die Flügel, dagegen haben sie einen ziemlich langen Schwanz, der am Ende leicht abgeschnitten wirkt und eingekerbt ist. Die Beine sind dünn und die Füße besitzen nur sehr zarte Krallen. Das Gefieder besteht aus relativ langen und weichen Federn, die besonders am Rücken sehr locker sind. Im Nacken besitzen alle Bülbüls dünne Haarfedern, die ihnen den Namen Haarvögel eingebracht haben. Diese Federn können bei einigen Arten sehr lang werden.
Sie sind teilweise sehr auffällig gefärbt und können je nach Art gelbe, rote und orangefarbene Körperpartien aufweisen. Die meisten Arten sind jedoch unauffällig olivbraun, gelb oder braun bis schwarz. Arten wie der Rotohrbülbül (Pycnonotus jocosus) besitzen außerdem eine auffällige Haube aus Kopffedern. Farblich abgesetzt können vor allem Partien des Bauches, die Kehle, die Stirnpartie, die Wangen oder Teile des Untergefieders am Schwanzansatz sein. Einen Sexualdimorphismus gibt es nicht, die Männchen und Weibchen sind also gleich gefärbt, lediglich die Jungvögel sind häufig etwas bis deutlich dunkler.

## Verbreitung und Lebensraum

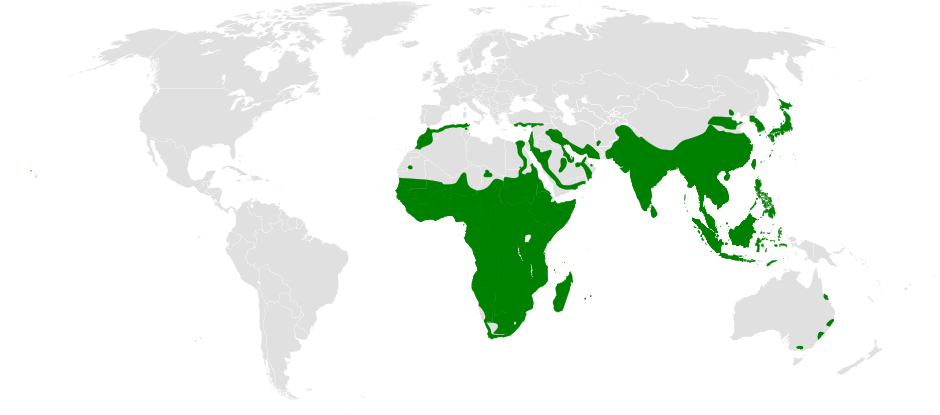
Verbreitung aller Arten der Bülbüls (Pycononotidae)

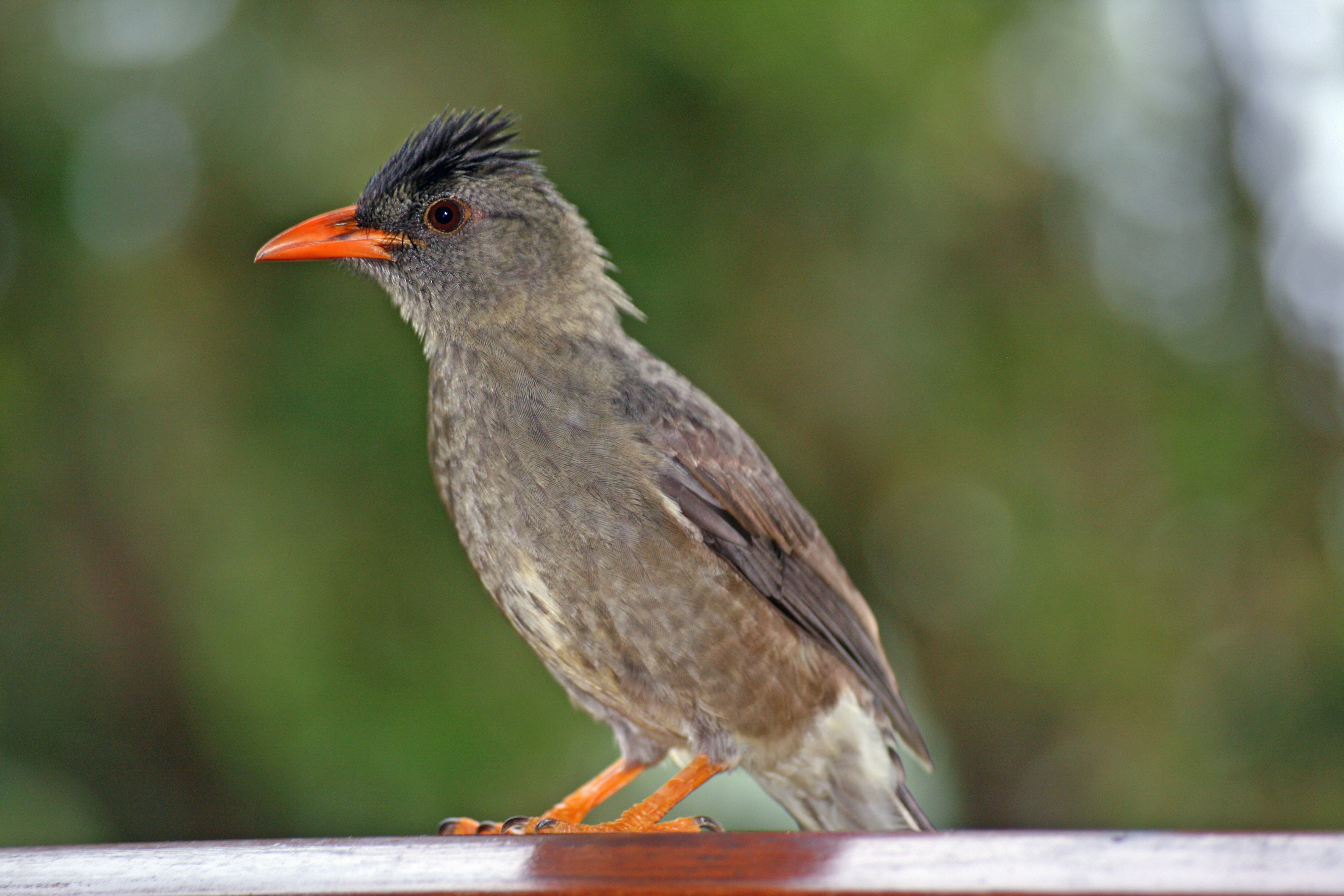
Seychellen-Bülbül (Hypsipetes crassirostris)

Die Mehrzahl der Bülbüls lebt in Afrika und auf Madagaskar. Hier sind die Vertreter der meisten verschiedenen Gattungen als Endemiten zu finden, während ausschließlich in Südasien nur zwei Gattungen heimisch sind. Sowohl die Echten Bülbüls (Gattung Pycnonotus) als auch die Weißkehlbülbüls (Gattung Criniger) und die Fluchtvögel (Gattung Hypsipetes) kommen mit Arten in beiden Gebieten vor. Im Mittleren Osten ist vor allem der Gelbsteißbülbül (Pycnonotus xanthopygos) anzutreffen, dessen Verbreitungsgebiet sich von der südlichen Türkei bis in die arabischen Länder und Israel zieht. Viele Arten sind allerdings auch endemisch in sehr kleinen Verbreitungsgebieten, darunter etwa der Seychellen-Rotschnabelbülbül (Hypsipetes crassirostris), der nur auf den Seychellen lebt.
Die meisten Arten finden sich im Tiefland, nur wenige kommen auch in Gebirgen vor. Zu den letzteren gehören der Gelbstreifenbülbül (Phyllastrephus flavostriatus) in den Bergwäldern Zentralafrikas und der Bergwaldbülbül (Arizelocichla tephrolaema) am Ruwenzori in Ostafrika. Der Blasswangenbülbül (Pycnonotus flavescens) findet sich sogar noch in 3.500 Metern Höhe im Mooswald der Gebirge auf Borneo.
Alle Bülbüls sind Standvögel. Viele Arten haben sich an das Leben in der Nähe von menschlichen Siedlungen angepasst und bevölkern entsprechend Gärten, Parks und Friedhöfe der Städte. Sie sind sehr zutraulich und können auch gezähmt werden. Besonders der Rotohrbülbül und der Gelbbauchbülbül (Pycnonotus goiavier) sind für ihre Vorliebe für Städte bekannt. Andere Arten leben eher zurückgezogen an Waldrändern oder in Wäldern. Der bisher am seltensten gesehene Bülbül ist der Nieuwenhuis-Bülbül, von dem bislang nur zwei Einzelfunde aus Sumatra und Borneo bekannt sind.

## Lebensweise

### Gesang
Bülbüls sind meist lebhafte Vögel mit einem auffälligen und lauten Strophengesang. Dabei handelt es sich meist um ein lebhaftes Zwitschern, wobei einige Arten wie etwa der Gelbscheitelbülbül (Pycnonotus zeylanicus) jedoch auch lange und teilweise komplexe Lieder aus immer gleichen Strophen vorträgt, die mit denen der Nachtigall vergleichbar sind. Aus zwei wechselnden Tönen besteht etwa der Gesang des Tonkibülbül (Pycnonotus cafer). Auch der Streifenkehlbülbül (Pycnonotus finlaysoni) und der Madagaskar-Fluchtvogel (Hypsipetes madagascariensis) haben einen einprägsamen und melodischen Ruf.

### Ernährung
Bülbüls leben vor allem von Früchten, hauptsächlich von Beeren. Dabei sind einige Arten sehr stark auf einzelne Früchte fixiert, wie etwa der afrikanische Graubauchbülbül (Pycnonotus gracilirostris), der in großen Schwärmen teilweise Kilometer auf der Suche nach reifen Feigen zurücklegt. Einige Arten wie diese werden entsprechend als Obstschädlinge gefürchtet und bejagt. Andere Arten jagen allerdings auch Insekten oder suchen nach Würmern und anderen Kleintieren als Nahrung, der Gelbscheitelbülbül jagt an Gewässern nach Süßwasserschnecken.

### Fortpflanzung
Bülbüls bauen offene Nester aus Zweigen und Wurzelfasern, die sie meist in Astgabeln in den unteren Bereichen der Bäume anlegen. Diese werden mit Blättern oder Moosen ausgepolstert. Die Weibchen legen bis zu fünf meist blassrosa bis weiße Eier in ihre Nester und bebrüten diese. Für den Graubülbül (Pycnonotus barbatus) wird angenommen, dass er monogam lebt und sich entsprechend lebenslang verpaart. Die Weibchen brüten bei dieser Art für etwa zwölf Tage und werden dabei vom Männchen gefüttert. Nach dem Schlüpfen füttern beide Eltern die Jungvögel mit Insekten. Etwa nach zwei Wochen werden die Jungvögel flügge.

## Systematik
Die ältesten fossilen Belege für Bülbüls stammen aus dem Pleistozän vor etwa einer Million Jahren. Folgende Gattungen und Arten werden derzeit den Bülbüls zugeordnet:
- Nok
  - Kahlgesichtbülbül (Nok hualon)

- Spizixos
  - Finkenbülbül (Spizixos canifrons)
  - Halsbandbülbül (Spizixos semitorques)

- Echte Bülbüls (Pycnonotus)

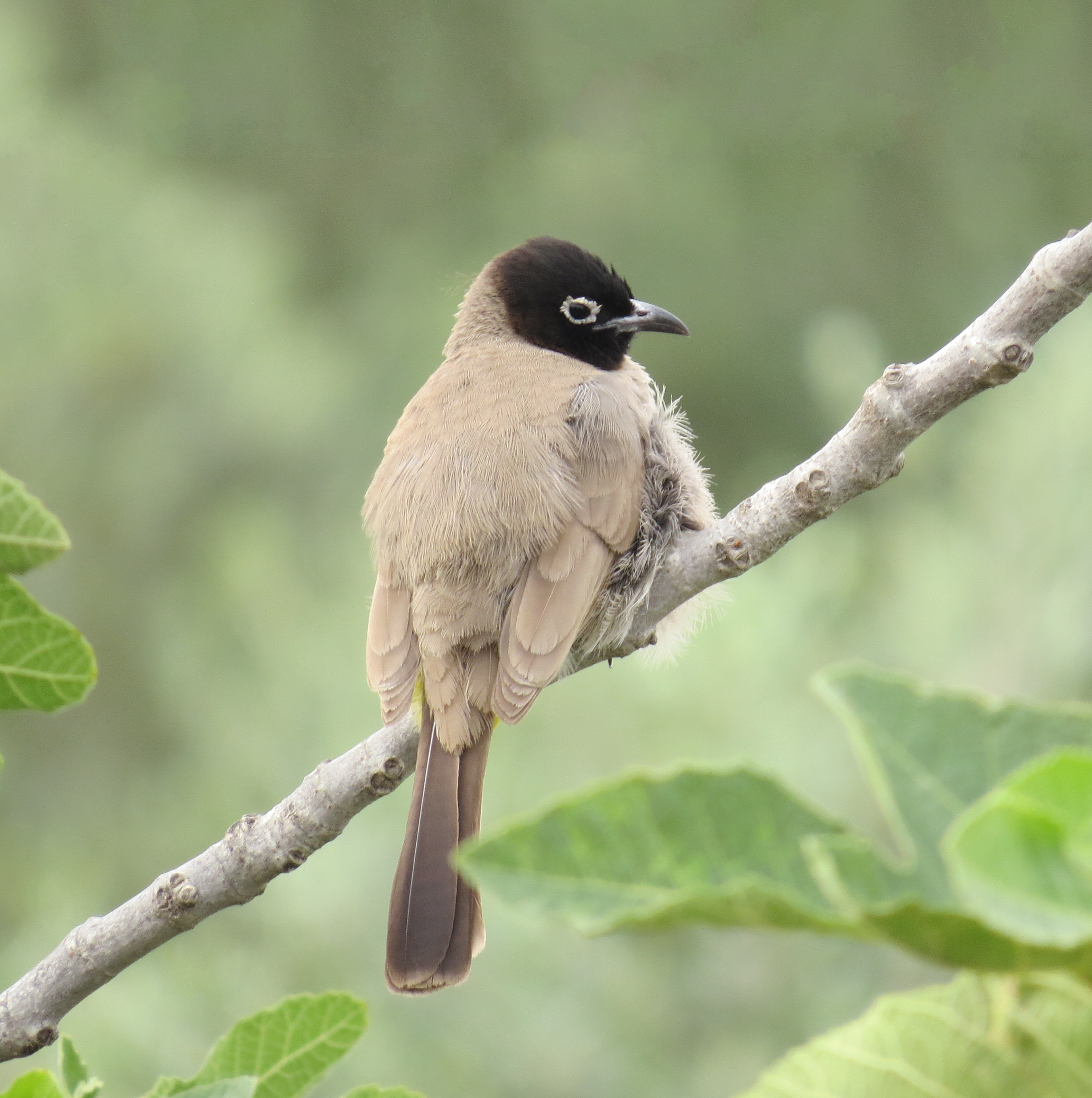
Gelbsteißbülbül

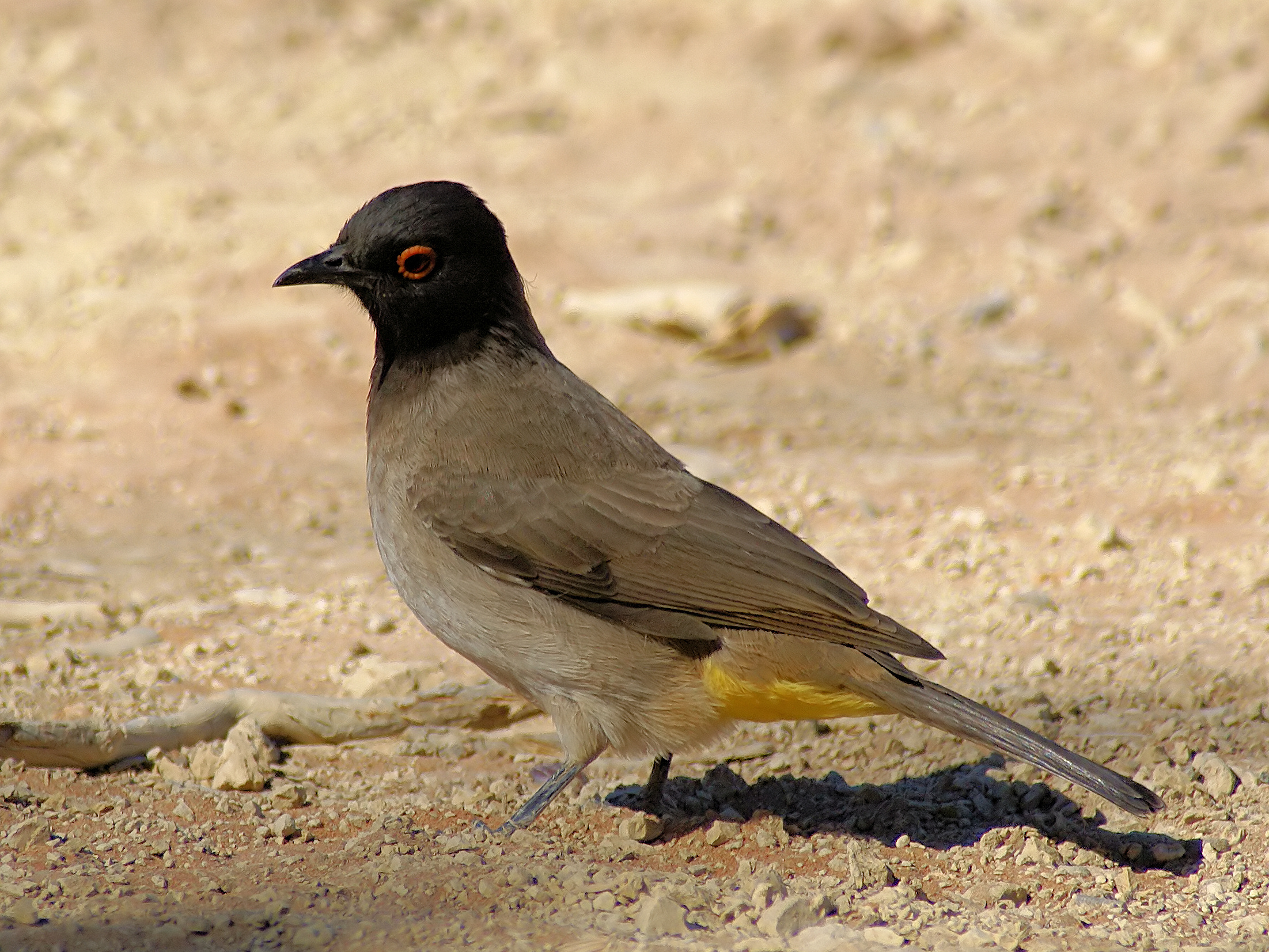
Maskenbülbül

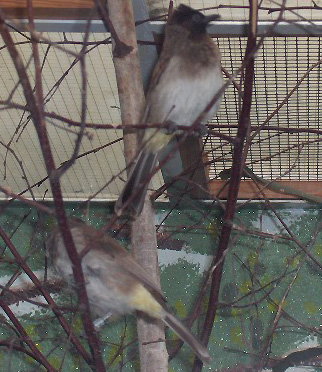
Graubülbüls (Pycnonotus barbatus)

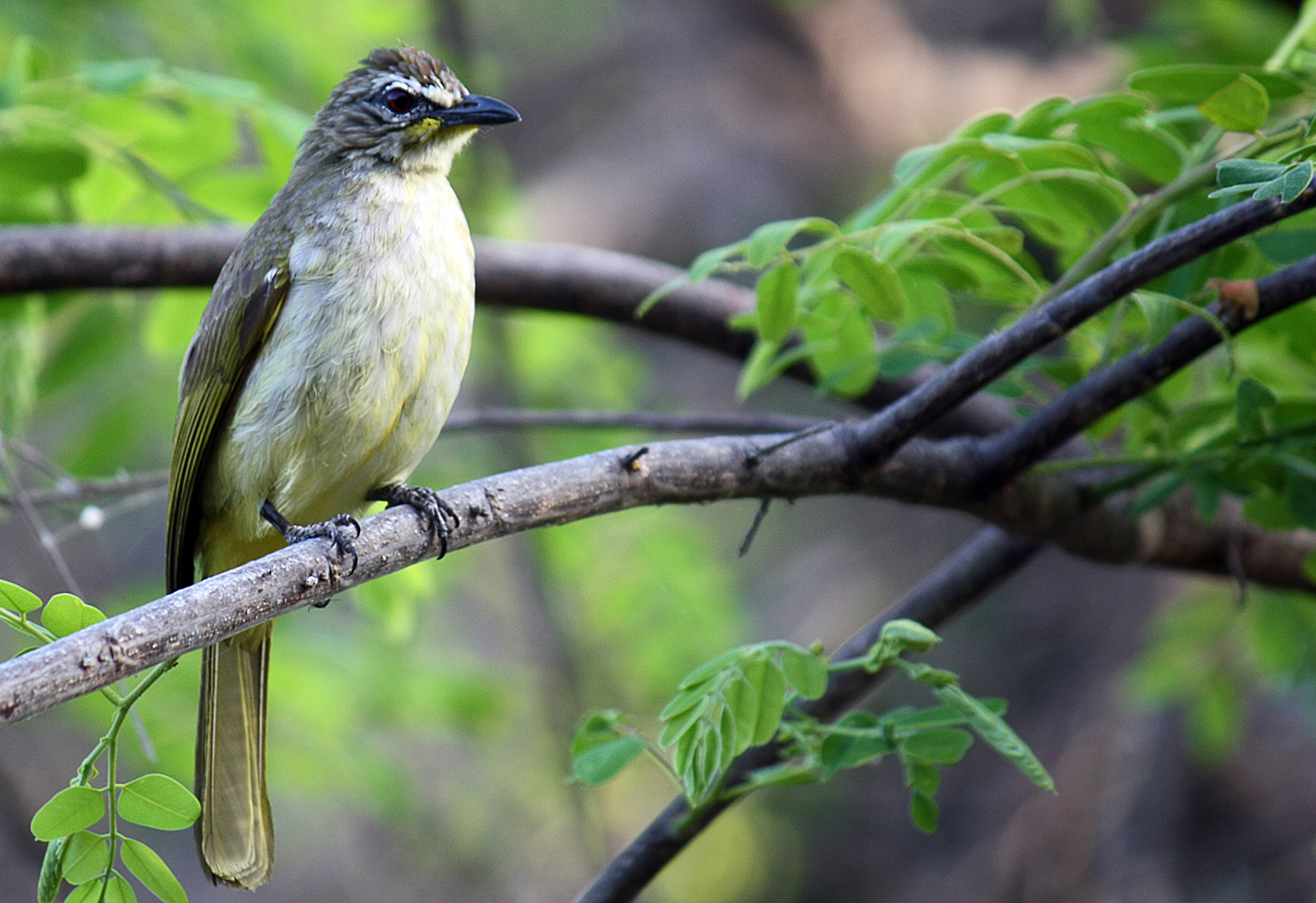
Weißbrauenbülbül

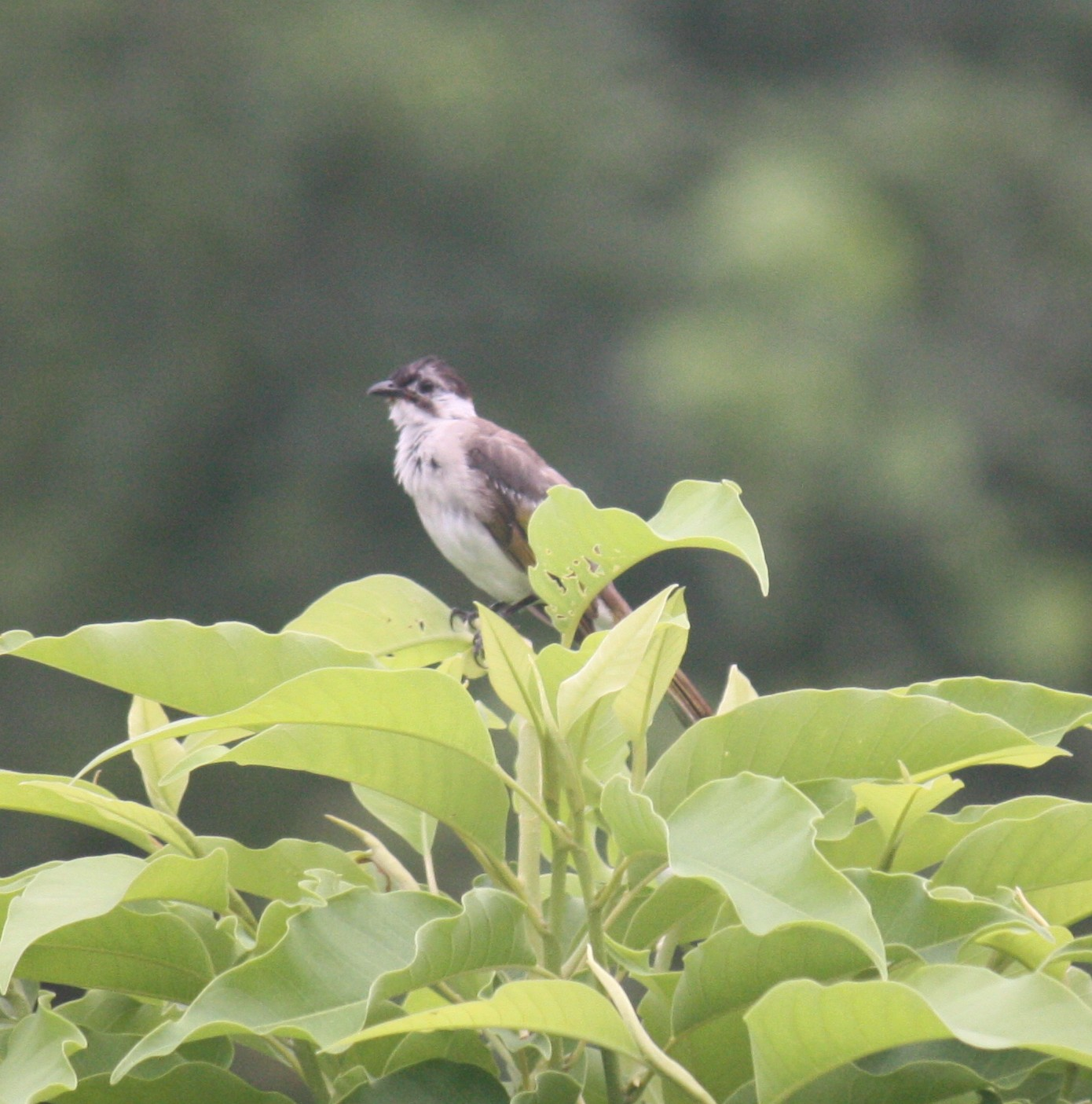
Taiwanbülbül

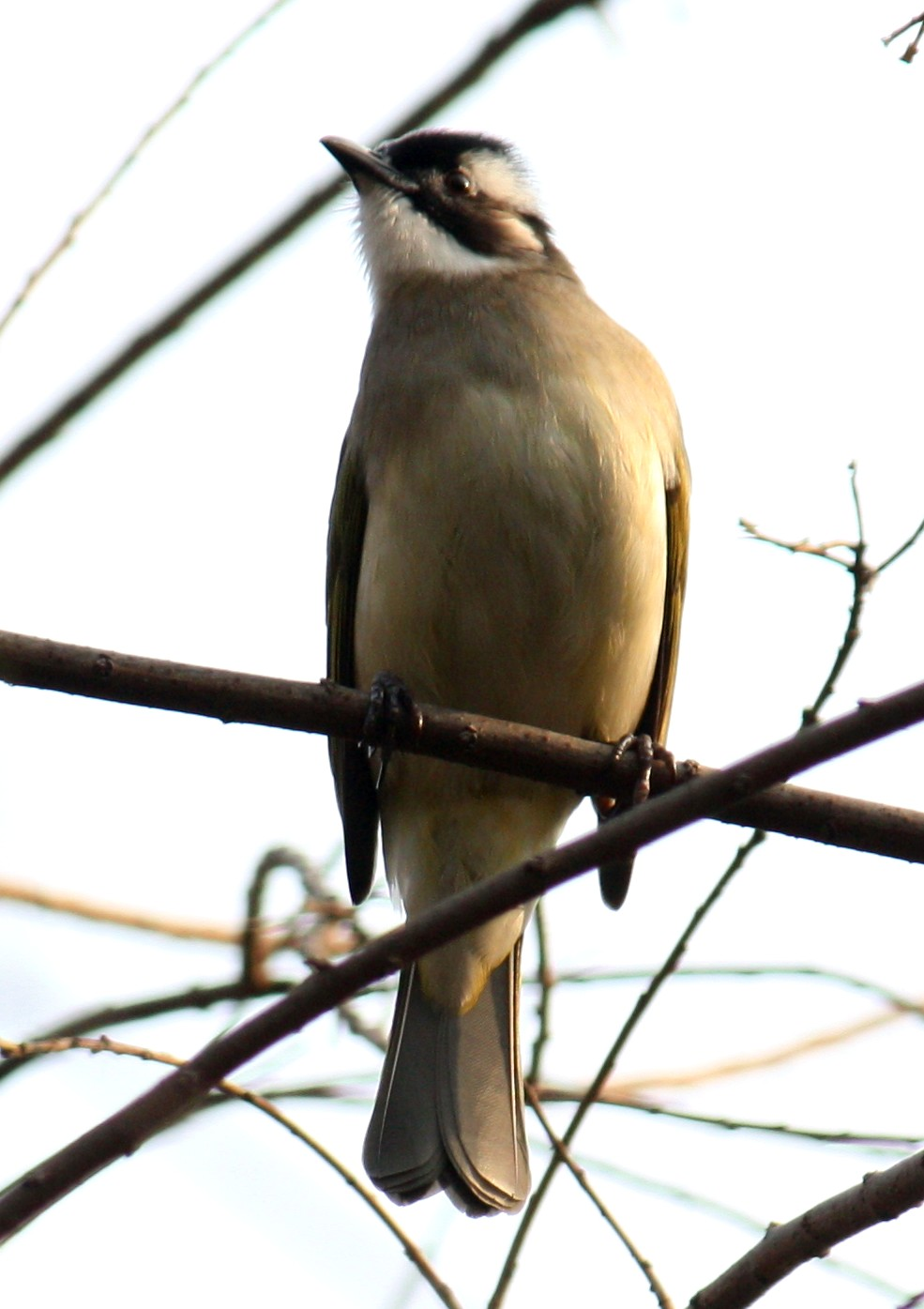
Chinabülbül

  - Gelbscheitelbülbül (Pycnonotus zeylanicus)
  - Streifenbülbül (Pycnonotus striatus)
  - Strichelbülbül (Pycnonotus leucogrammicus)
  - Halsfleckbülbül (Pycnonotus tympanistrigus)
  - Trauerbülbül (Pycnonotus melanoleucos)
  - Graukopfbülbül (Pycnonotus priocephalus)
  - Schwarzkopfbülbül (Pycnonotus atriceps)
  - Andamanenbülbül (Pycnonotus fuscoflavescens)
  - Kappenbülbül (Pycnonotus melanicterus)
  - Haubenbülbül (Pycnonotus flaviventris)
  - Rubinkehlbülbül (Pycnonotus dispar)
  - Orangekehlbülbül (Pycnonotus gularis)
  - Borneobülbül (Pycnonotus montis)
  - Schuppenbülbül (Pycnonotus squamatus )
  - Graubauchbülbül (Pycnonotus cyaniventris)
  - Rotohrbülbül (Pycnonotus jocosus)
  - Braunbrustbülbül (Pycnonotus xanthorrhous)
  - Chinabülbül (Pycnonotus sinensis)
  - Taiwanbülbül (Pycnonotus taivanus)
  - Himalajabülbül (Pycnonotus leucogenys)
  - Weißohrbülbül (Pycnonotus leucotis)
  - Rotsteißbülbül (Pycnonotus cafer)
  - Rußhaubenbülbül (Pycnonotus aurigaster)
  - Gelbsteißbülbül (Pycnonotus xanthopygos)
  - Feueraugenbülbül (Pycnonotus nigricans)
  - Kapbülbül (Pycnonotus capensis)
  - Graubülbül (Pycnonotus barbatus)
  - Somalibülbül (Pycnonotus somaliensis)
  - Dodsonbülbül (Pycnonotus dodsoni)
  - Rußkopfbülbül (Pycnonotus tricolor)
  - Flauschrückenbülbül (Pycnonotus eutilotus)
  - Blaubrillenbülbül (Pycnonotus nieuwenhuisii)
  - Gelbbrillenbülbül (Pycnonotus urostictus)
  - Goldfleckbülbül (Pycnonotus bimaculatus)
  - Goldzügelbülbül (Pycnonotus snouckaerti)
  - Streifenkehlbülbül (Pycnonotus finlaysoni)
  - Goldkehlbülbül (Pycnonotus xantholaemus)
  - Schmuckbülbül (Pycnonotus penicillatus)
  - Grauohrbülbül (Pycnonotus flavescens)
  - Schwarzzügelbülbül (Pycnonotus goiavier)
  - Weißbrauenbülbül (Pycnonotus luteolus)
  - Olivschwingenbülbül (Pycnonotus plumosus)
  - Graustirnbülbül (Pycnonotus cinereifrons)
  - Cremeaugenbülbül (Pycnonotus pseudosimplex)
  - Ayeyarwadybülbül (Pycnonotus blanfordi)
  - Strichelwangenbülbül (Pycnonotus conradi)
  - Weißaugenbülbül (Pycnonotus simplex)
  - Rotaugenbülbül (Pycnonotus brunneus)
  - Brillenbülbül (Pycnonotus erythropthalmos)

- Arizelocichla
  - Shelleybülbül (Arizelocichla masukuensis)
  - Kakamegabülbül (Arizelocichla kakamegae)
  - Einfarbbülbül (Arizelocichla montana)
  - Bergwaldbülbül (Arizelocichla tephrolaema)
  - Olivbauchbülbül (Arizelocichla kikuyuensis)
  - Schwarzkappenbülbül (Arizelocichla nigriceps)
  - Ulugurubülbül (Arizelocichla neumanni)
  - Schwarzbrauenbülbül (Arizelocichla fusciceps)
  - Gelbfleckbülbül (Arizelocichla chlorigula)
  - Olivbrustbülbül (Arizelocichla milanjensis)
  - Olivkopfbülbül (Arizelocichla olivaceiceps)
  - Streifenohrbülbül (Arizelocichla striifacies)

- Stelgidillas
  - Schmalschnabelbülbül (Stelgidillas gracilirostris)

- Eurillas
  - Grünbülbül (Eurillas virens)
  - Zwergbülbül (Eurillas gracilis)
  - Ansorgebülbül (Eurillas ansorgei)
  - Alexanderbülbül (Eurillas curvirostris)
  - Gelbbartbülbül (Eurillas latirostris)

- Andropadus
  - Dunkelbülbül (Andropadus importunus)

- Calyptocichla
  - Goldbülbül (Calyptocichla serinus)

- Baeopogon
  - Indikatorbülbül (Baeopogon indicator)
  - Sjöstedtbülbül (Baeopogon clamans)

- Ixonotus
  - Fleckenbülbül (Ixonotus guttatus)

- Chlorocichla
  - Dotterbülbül (Chlorocichla laetissima)
  - Prigoginebülbül (Chlorocichla prigoginei)
  - Falkensteinbülbül (Chlorocichla falkensteini)
  - Gelbbauchbülbül (Chlorocichla flaviventris)
  - Hartlaubbülbül (Chlorocichla simplex)

- Atimastillas
  - Gelbkehlbülbül (Atimastillas flavicollis)

- Thescelocichla
  - Palmenbülbül (Thescelocichla leucopleura)

- Phyllastrephus
  - Gnombülbül (Phyllastrephus debilis)
  - Usambarabülbül (Phyllastrephus albigula)
  - Schuppenstirnbülbül (Phyllastrephus albigularis)
  - Xavierbülbül (Phyllastrephus xavieri)
  - Zeisigbülbül (Phyllastrephus icterinus)
  - Laubbülbül (Phyllastrephus terrestris)
  - Bamendabülbül (Phyllastrephus poensis)
  - Braunbülbül (Phyllastrephus strepitans)
  - Fahlbauchbülbül (Phyllastrephus cerviniventris)
  - Fischerbülbül (Phyllastrephus fischeri)
  - Cabanisibülbül (Phyllastrephus cabanisi)
  - Keniabülbül (Phyllastrephus placidus)
  - Uferbülbül (Phyllastrephus scandens)
  - Lorenzbülbül (Phyllastrephus lorenzi)
  - Gelbstreifenbülbül (Phyllastrephus flavostriatus)
  - Sharpebülbül (Phyllastrephus alfredi)
  - Goldbauchbülbül (Phyllastrephus poliocephalus)
  - Torobülbül (Phyllastrephus hypochloris)
  - Baumannbülbül (Phyllastrephus baumanni)
  - Angolabülbül (Phyllastrephus fulviventris)

Beim Fleckflügelbülbül (Phyllastrephus leucolepis) handelt es sich um die Fehlbestimmung eines Zeisigbülbüls (Phyllastrephus icterinus), nähere Erläuterung siehe dort.
- Borstenbülbül (Bleda)
  - Rotschwanz-Borstenbülbül (Bleda syndactylus)
  - Grünschwanz-Borstenbülbül (Bleda eximius)
  - Gelbzügel-Borstenbülbül (Bleda notatus)
  - Graukopf-Borstenbülbül (Bleda canicapillus)

- Haarbülbül (Criniger)

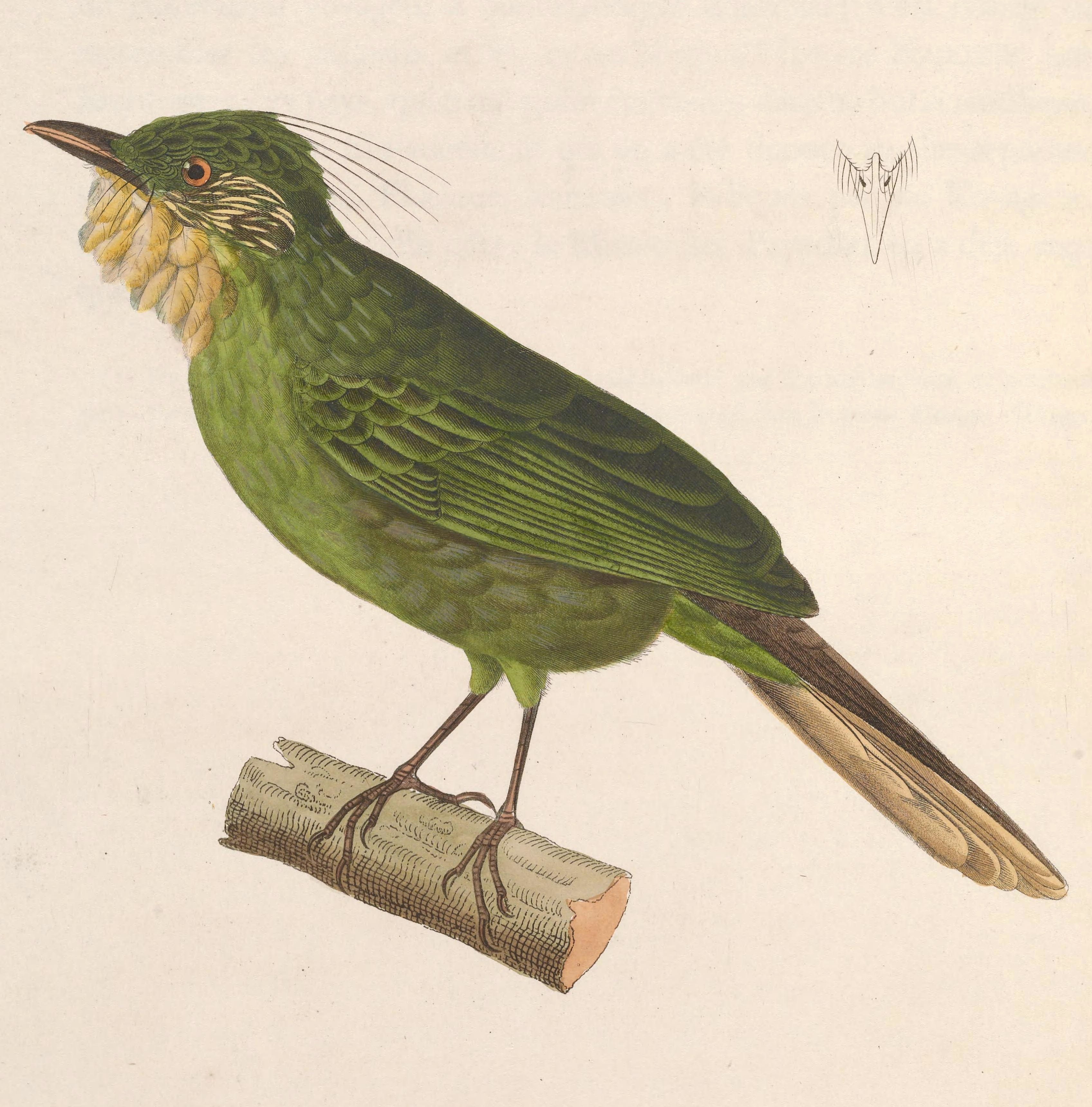
Gelbkehl-Haarbülbül

  - Gelbkehl-Haarbülbül (Criniger barbatus)
  - Graubrust-Haarbülbül (Criniger chloronotus)
  - Rotschwanz-Haarbülbül (Criniger calurus)
  - Weißkehl-Haarbülbül (Criniger ndussumensis)
  - Olivrücken-Haarbülbül (Criniger olivaceus)

- Alophoixus
  - Finschbülbül (Alophoixus finschii)
  - Weißkehlbülbül (Alophoixus flaveolus)
  - Braunhaubenbülbül (Alophoixus pallidus)
  - Ockerbauchbülbül (Alophoixus ochraceus)
  - Braunwangenbülbül (Alophoixus bres)
  - Palawanbülbül (Alophoixus frater)
  - Schwefelbülbül (Alophoixus phaeocephalus)

- Acritillas
  - Goldbrauenbülbül (Acritillas indica)

- Setornis
  - Langschnabelbülbül (Setornis criniger)

- Tricholestes
  - Borstenmantelbülbül (Tricholestes criniger)

- Iole
  - Olivbülbül (Iole viridescens)
  - Cacharbülbül (Iole cacharensis)
  - Grauaugenbülbül (Iole propinqua)
  - Braunbauchbülbül (Iole crypta)
  - Charlottebülbül (Iole charlottae)
  - Gelbaugenbülbül (Iole palawanensis)

- Ixos

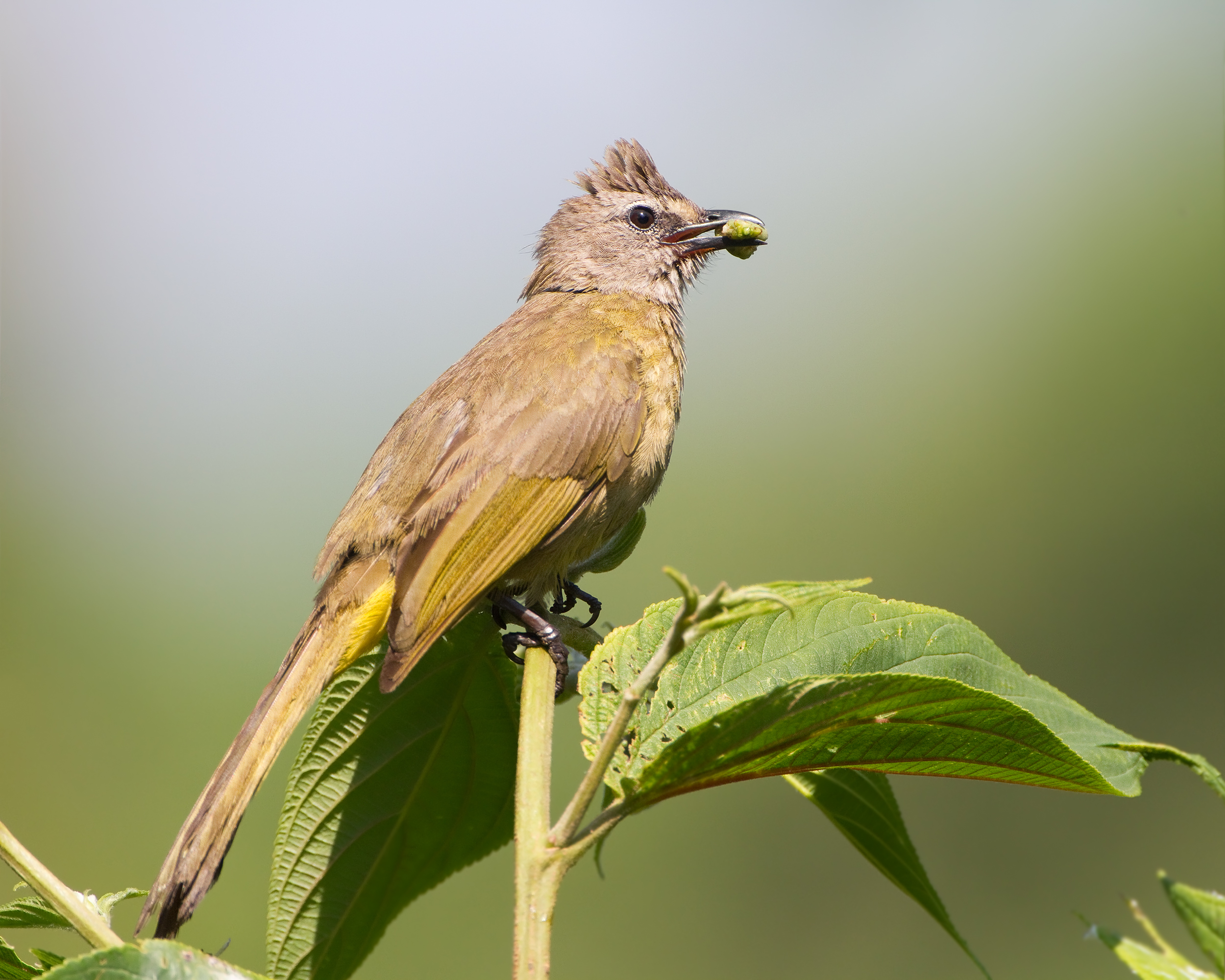
Grauohrbülbül

  - Nikobarenbülbül (Ixos nicobariensis)
  - Grünflügelbülbül (Ixos mcclellandii)
  - Strichelbrustbülbül (Ixos malaccensis)
  - Javabülbül (Ixos virescens)

- Goldbülbül Thapsinillas
  - Seramgoldbülbüll (Thapsinillas affinis)
  - Sulagoldbülbül (Thapsinillas longirostris)
  - Burugoldbülbül (Thapsinillas mysticalis)

- Hemixos
  - Aschbülbül (Hemixos flavala)
  - Malaienbülbül (Hemixos cinereus)
  - Braunmantelbülbül (Hemixos castanonotus)

- Hypsipetes

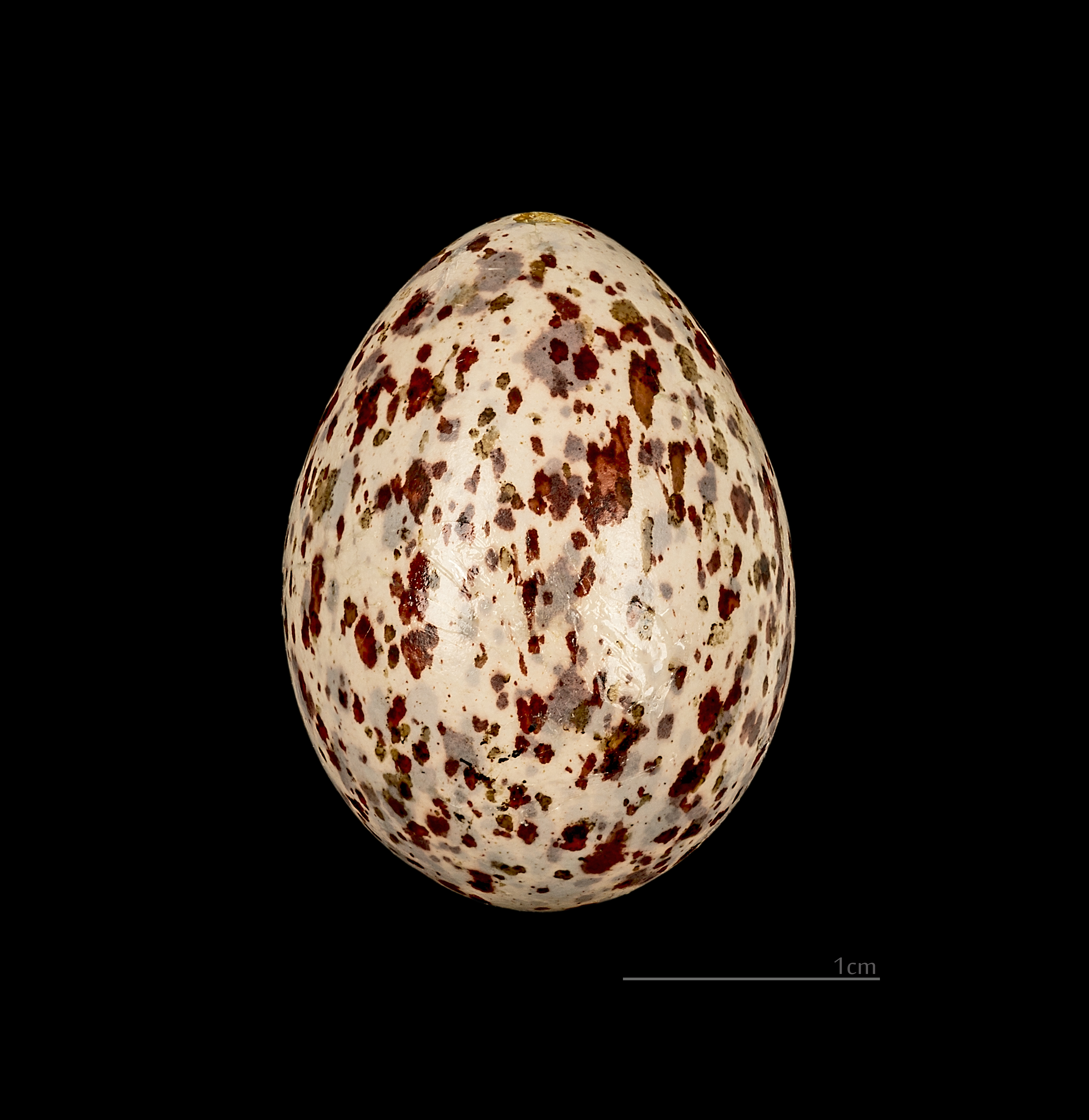
Ei des Madagaskar-Rotschnabelbülbüls

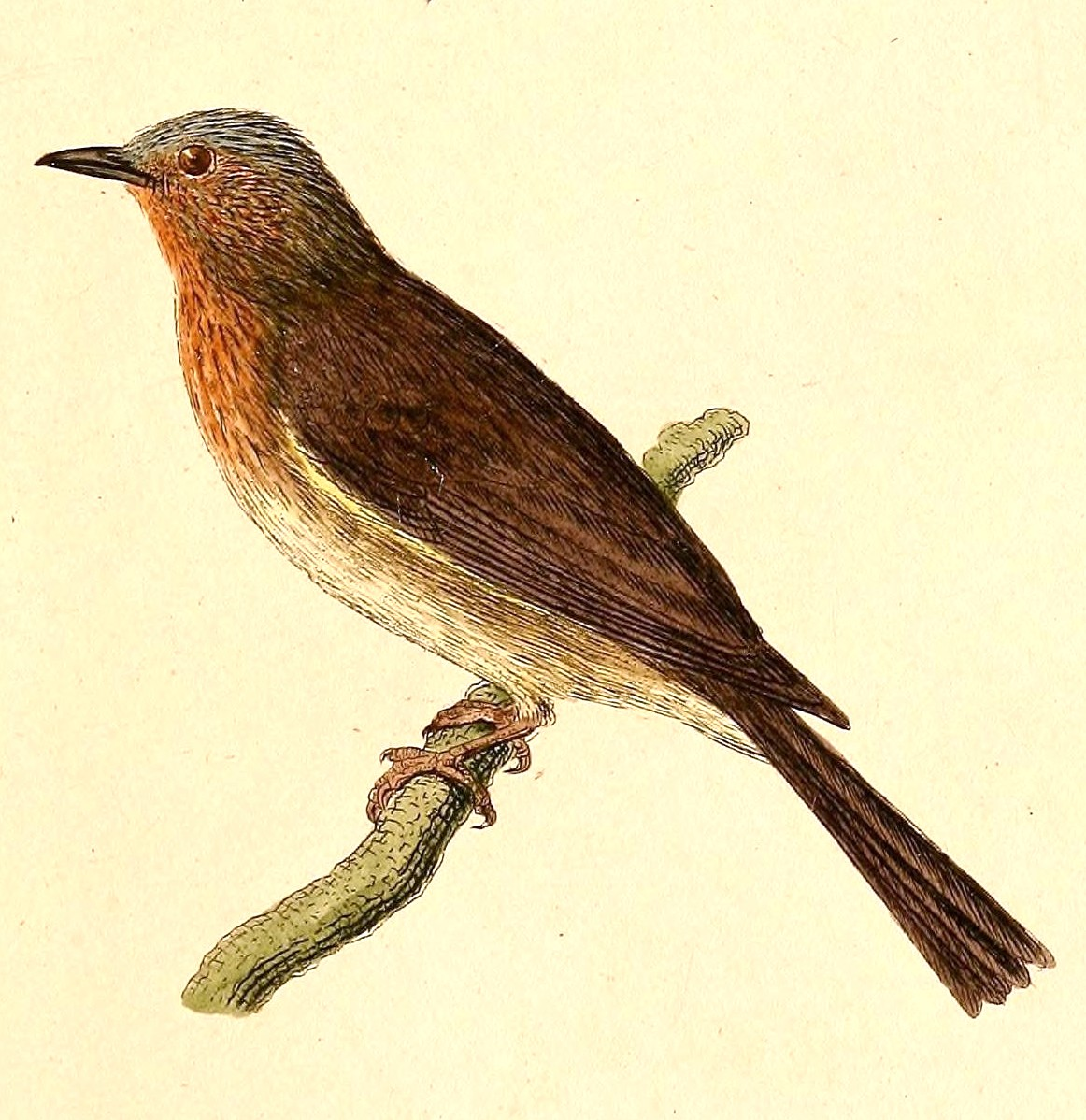
Rotbrustbülbül

  - Seychellen-Rotschnabelbülbül (Hypsipetes crassirostris)
  - Réunion-Rotschnabelbülbül (Hypsipetes borbonicus)
  - Mauritius-Rotschnabelbülbül (Hypsipetes olivaceus)
  - Madagaskar-Rotschnabelbülbül (Hypsipetes madagascariensis)
  - Komoren-Rotschnabelbülbül (Hypsipetes parvirostris)
  - Mohéli-Rotschnabelbülbül (Hypsipetes moheliensis)
  - China-Rotschnabelbülbül (Hypsipetes leucocephalus)
  - Indien-Rotschnabelbülbül (Hypsipetes ganeesa)
  - Rotbrustbülbül (Hypsipetes philippinus)
  - Mindorobülbül (Hypsipetes mindorensis)
  - Visayasbülbül (Hypsipetes guimarasensis)
  - Rotkehlbülbül (Hypsipetes rufigularis)
  - Schieferkopfbülbül (Hypsipetes siquijorensis)
  - Everettbülbül (Hypsipetes everetti)
  - Orpheusbülbül (Hypsipetes amaurotis)
  - Rodrigues-Bülbül (Hypsipetes cowlesi) †

- Cerasophila
  - Thompsonbülbül (Cerasophila thompsoni)

- Neolestes
  - Boabülbül (Neolestes torquatus)

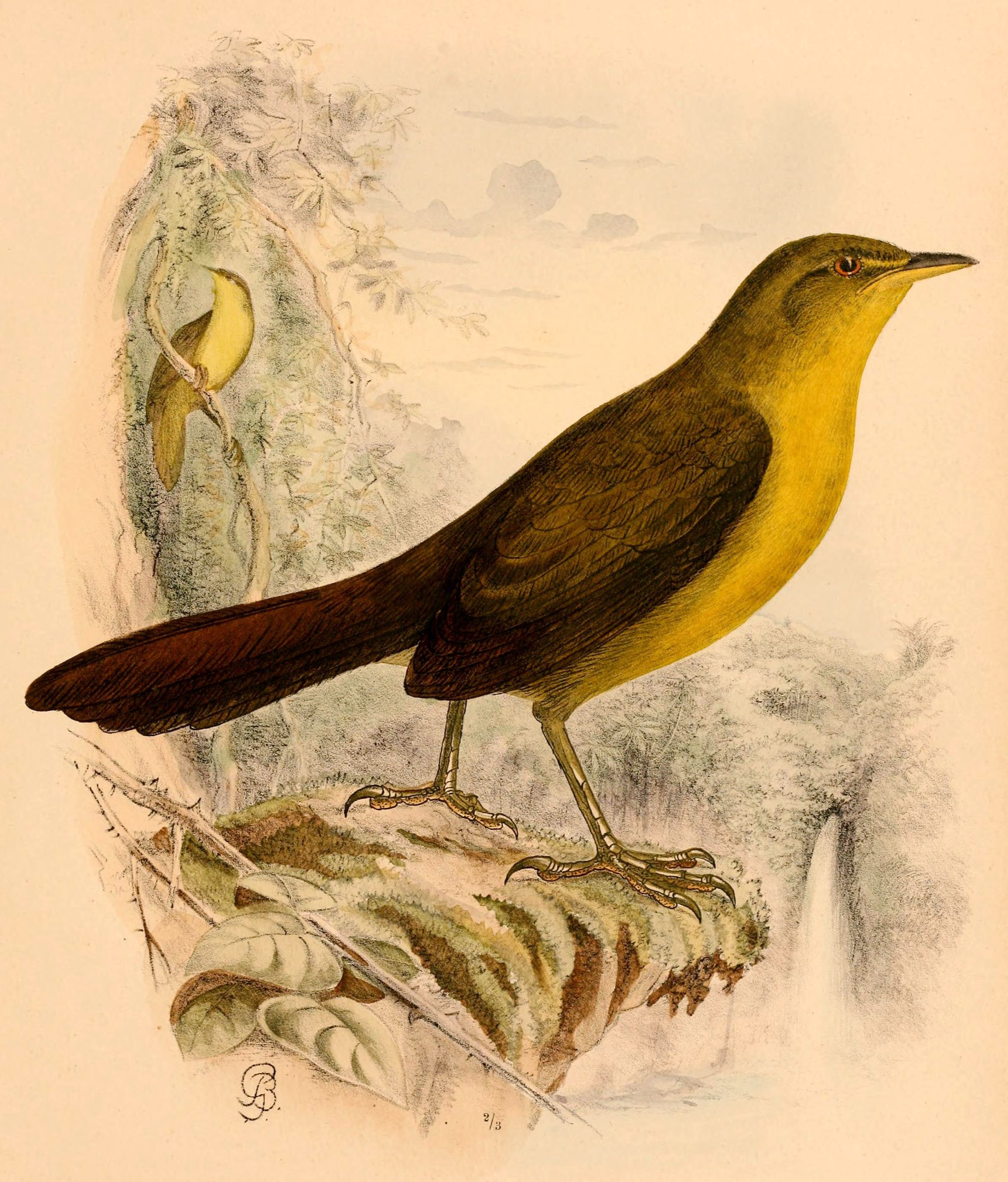
Moossänger

Die Gattung Malia mit der einzigen Art Moossänger (Malia grata) wurde in der Vergangenheit manchmal den Bülbüls, manchmal den Schwirlverwandten (Locustellidae) und bisweilen auch den Timalien (Timaliidae) zugeordnet. In letzter Zeit scheint sich die Einordnung bei den Grassängern zunehmend durchzusetzen.

## Menschen und Bülbüls
Wie bereits erwähnt, leben einige Bülbülarten sehr nah beim Menschen und sind sehr zutraulich. Einige Arten werden als Fruchtschädlinge in ihren Verbreitungsgebieten bejagt oder zumindest vertrieben, vor allem solche, die in größeren Schwärmen auftreten. Viele Arten werden jedoch auch als Heimtiere gehalten. Für diese Tiere gibt es einen internationalen Markt, da sie als lebhafte und gesangfreudige Tiere bekannt sind. Vor allem in ihrer Heimat sind sie beliebt, aber auch in Europa und den USA werden sie regelmäßig angeboten.
Der Rotohrbülbül wurde als Neozoon in Südkalifornien angesiedelt, wo er eigentlich nicht heimisch ist. Weitere Arten wurden von den Menschen in Australien, auf den Maskarenen und weiteren Inseln angesiedelt.